# Jicarilla
Jicarilla (abáachi mizaa) és una de les llengües atapascanes meridionals parlada pels apatxes jicarilles, assentats a Nou Mèxic (Estats Units). Pels moviments poblacionals d'aquesta nació, també va arribar a parlar-se al nord de Mèxic, on actualment està extint. El 2012 la llengua es considerava "severament amenaçada."

## Revitalització lingüística
Segons el cens de 2000 la llengua tenia uns 680 parlants. Cap al 2007, ""hi havia prop de 300 parlants com primer idioma i un nombre igual o major de semi-parlants d'una població tribal Jicarilla total de 3.100 individus." En 2003, "la Nació Apatxe Jicarilla [era] ... la primera tribu a Nou Mèxic prendre avantatge d'un nou certificat d'ensenyament" que permet als membres de la comunitat certificats per ensenyar una llengua indígena americana. Els esforçps de revitalització (cap al 2012) incloïen la compilació d'un diccionari, classes i camps estacionals per al jovent.

## Fonologia

### Consonants
La llengua jicarilla téun repertori de 34 consonants.
|            |             | Bilabial | Alveolar | Alveolar        | Palatal      | Velar | Velar | Glotal |
|            | central     | lateral  |          | no labialitzada | labialitzada |       |       |        |
| Oclusiva   | voiced      |          | d        |                 |              |       |       |        |
| Oclusiva   | No aspirada | p        | t        |                 |              | k     | kʷ    | ʔ      |
| Oclusiva   | Aspirada    |          | tʰ       |                 |              | kʰ    | kʷʰ   |        |
| Oclusiva   | Ejectiva    |          | tʼ       |                 |              | kʼ    |       |        |
| Africada   | Sin aspirar |          | ts       | tɬ              | tʃ           |       |       |        |
| Africada   | Aspirada    |          | tsʰ      | tɬʰ             | tʃʰ          |       |       |        |
| Africada   | Eyectiva    |          | tsʼ      | tɬʼ             | tʃʼ          |       |       |        |
| Nasal      |             | m        | n        |                 |              |       |       |        |
| Fricativa  | Sorda       |          | s        | ɬ               | ʃ            | x     | xʷ    | h      |
| Fricativa  | Sonora      |          | z        |                 | ʒ            | ɣ     | ɣʷ    |        |
| Aproximant |             |          |          | l               | j            |       |       |        |

### Vocals
En jicarilla hi ha 16 vocals. Totes poden diferenciar-se per la nasalització o per la quantitat vocàlica.
|             |        | Anterior | Anterior | Central | Central | Posterior | Posterior |
| Curta       | Llarga | Curta    | Llarga   | Curta   | Llarga  |           |           |
| ----------- | ------ | -------- | -------- | ------- | ------- | --------- | --------- |
| Tancada     | Oral   | i (ɪ)    | iː       |         |         |           |           |
| Tancada     | Nasal  | ĩ (ɪ̃)    | ĩː (ɪ̃ː)  |         |         |           |           |
| Semitancada | Oral   | e        | eː       |         |         | o (ʊ)     | oː        |
| Semitancada | Nasal  | ẽ        | ẽː       |         |         | õ         | õː        |
| Oberta      | Oral   |          |          | a (ə)   | aː      |           |           |
| Oberta      | Nasal  |          |          | ã       | ãː      |           |           |